# ستيفاني فوجت
ستيفاني فوجت (بالألمانية: Stephanie Vogt)‏ مواليد 15 فبراير 1990 في فادوز، هي لاعبة كرة مضرب بدأت مسيرتها كمحترفة سنة 2006 تلعب باليد اليمنى وتحتل حالياً المرتبة 200 (8 فبراير 2016) في تصنيف رابطة محترفات كرة المضرب. شاركت في دورة الألعاب الأولمبية الصيفية.

## روابط خارجية
- ستيفاني فوجت على موقع رابطة محترفات التنس (الإنجليزية)
- ستيفاني فوجت على موقع الاتحاد الدولي لكرة المضرب (الإنجليزية)
- ستيفاني فوجت على موقع كأس بيلي جين كينغ (الإنجليزية)
- ستيفاني فوجت على موقع خلاصة التنس.كوم (الإنجليزية)
- ستيفاني فوجت على موقع إي إس بي إن.كوم (الإنجليزية)
- ستيفاني فوجت على موقع أوليمبيديا (الإنجليزية)